# Aqua Tower
La Aqua Tower (アクアタワー) est un gratte-ciel construit à Tokyo de 2003 à 2006 dans le district de Minato-ku.
Il mesure 137 mètres de hauteur et abrite 1 038 logements sur 40 étages pour une surface de plancher de 141 802 m2.
L'immeuble fait partie du complexe World City Towers qui comprend 2 autres gratte-ciel.
L'architecte est la société Shimizu Corporation.